# Kozí hřbet (Jizerská tabule)
Kozí hřbet (306 m n. m.) je vrch v okrese Mladá Boleslav Středočeského kraje, ležící asi 4 km severovýchodně od města Bělá pod Bezdězem, na příslušném katastrálním území.

## Popis vrchu

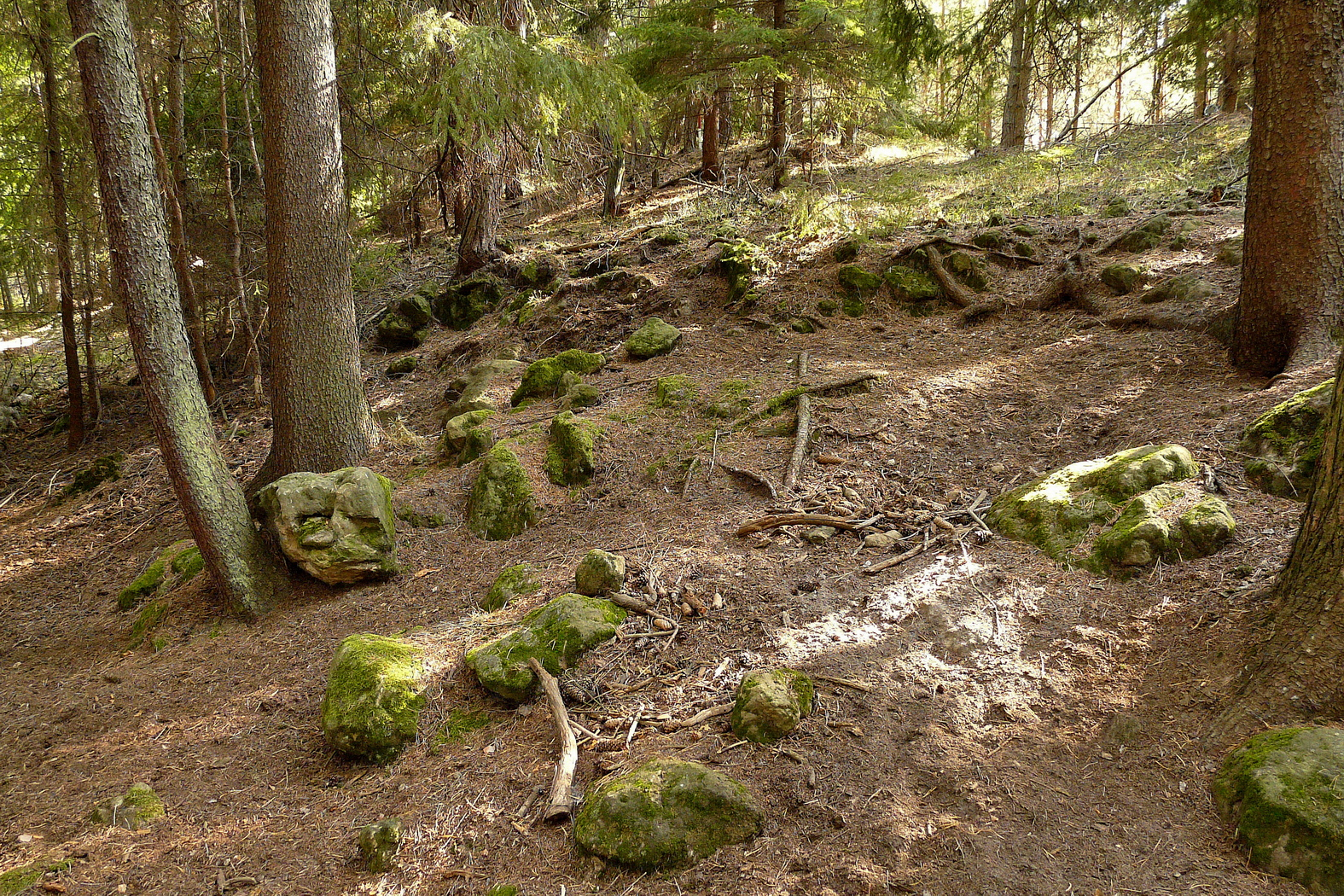
Balvanovitá suť na Kozím hřbetu

Je to nízký 800 metrů dlouhý hřbet, orientovaný ve směru SZ–JV, podmíněný pronikem olivinického nefelinitu s bazaltickou brekcií v obalu svrchnokřídových vápnito-jílovitých pískovců. Poblíž vrcholu na severovýchodním svahu je ojedinělá pískovcová balvanovitá suť. Na několika místech hřbetu jsou malé lomy. Hřbet leží uvnitř rozlehlého polesí a sám je zalesněn převážně jehličnatými porosty.

## Geomorfologické zařazení
Vrch náleží do celku Jizerská tabule, podcelku Středojizerská tabule, okrsku Bělská tabule a podokrsku Radechovská pahorkatina.

## Přístup
Automobilem lze nejblíže přijet po silnici Bělá pod Bezdězem – Dolní Krupá. Kolem hřbetu vede hustá síť lesních cest. Ta nejbližší vede po jihozápadním svahu hřbetu, když spojuje uvedenou silnici a zelenou turistickou trasu Bílý kříž (rozc.) – Bílý kámen (háj.), vedoucí jižně od hřbetu.